# Stenoptera laxiflora
Stenoptera laxiflora är en orkidéart som beskrevs av Charles Schweinfurth. Stenoptera laxiflora ingår i släktet Stenoptera och familjen orkidéer. Inga underarter finns listade i Catalogue of Life.